# Peter Stephansen
Peter Stephansen est un tireur sportif danois.

## Palmarès
Peter Stephansen a remporté l' épreuves Miquelet réplique  aux championnats du monde MLAIC 1996 à Warwick